# Office anti-cybercriminalité
Pour les articles homonymes, voir OFAC.
L'Office anti-cybercriminalité (OFAC) a été créé par un décret du 23 novembre 2023 et se substitue à la sous-direction de la lutte contre la cybercriminalité (SDLC) et à l’office central de lutte contre la criminalité liée aux technologies de l’information et de la communication (OCLCTIC). Il est rattaché à la direction nationale de la Police judiciaire (DNPJ), l'une des directions actives de la direction générale de la Police nationale (DGPN) du ministère de l'Intérieur français. Il est chargé notamment de l’animation et de la coordination au niveau national sur le plan opérationnel de la lutte contre les auteurs et complices d’infractions spécifiques ou ayant recours aux nouvelles technologies de l’information et de la communication (NTIC).

## Historique
Dès 1983, la France prend conscience de la menace liée au développement du numérique. À l’époque, le champ d’action est limité. Il concerne principalement la menace financière.
En 1994, les services de police s’organisent pour lutter contre la délinquance et le crime informatique. Cette organisation donne naissance à une brigade spécialisée : la brigade centrale de répression de la criminalité informatique (BCRCI). Elle est rattachée à la Direction centrale de la police judiciaire (DCPJ). Elle mène des enquêtes nationales ou internationales et assure la liaison avec les services internationaux comme Interpol.
En 2000, l’Office central de lutte contre la criminalité liée aux technologies de l’information et de la communication (OCLCTIC) est mis en place par décret du 15 mai en remplacement de la BCRCI. À sa création, il dépend de la Sous-direction de la lutte contre le crime organisé et la délinquance financière (SDLCODF). Il constitue alors un pôle de compétence national de lutte contre la cybercriminalité.
À la suite des préconisations du rapport sur la cybercriminalité du 30 juin 2014 par le Procureur général Marc Robert, la Sous-direction de la lutte contre la cybercriminalité (SDLC) est créée par l’arrêté du 29 avril 2014. Cet arrêté étend le champ d’action de l’OCLCTIC au développement d’une politique globale de lutte contre la cybercriminalité.
En 2022, la Police nationale se dote d’un plan national cyber quinquennal de renforcement de la lutte contre la cybercriminalité qui prévoit la création de l’OFAC chargé de la déclinaison des 37 mesures pour une police plus cyber, une cyber police plus efficace qui détecte, partage et protège.

## Missions et compétences
L'OFAC est chargé de lutter contre toutes les formes de délinquance apparues avec l'avènement des NTIC.
Pôle de compétence national, le décret de création conforte l’OFAC dans son rôle de « coordination opérationnelle des services de lutte contre la cybercriminalité » en intégrant les missions d’enquête, d’appui, de renseignement et de détection.
Les principaux domaines d’intervention de ce service sont :
- la lutte contre les atteintes aux systèmes de traitement automatisé de données (STAD) (les attaques informatiques et rançongiciels notamment) ;
- la lutte contre les cyber services criminels ;
- l’accompagnement dans la mise en œuvre de cyber-investigations ;
- les contenus illicites sur l'Internet.

## Organisation
En 2024, l’OFAC est composé d’environ 180 personnes, policiers, gendarmes, ingénieurs, techniciens, administratifs, contractuels et apprentis. Cette synergie des compétences participe de la performance de la structure.
L’OFAC est composé de quatre pôles structurés autour de quatre missions et d’un maillage territorial composé d’antennes et de détachements OFAC.

### Les missions
Elles sont au nombre de quatre :

#### Enquêter: le pôle des cyber-enquêtes
Un pôle créé pour faire face à l’augmentation significative des atteintes au STAD et contrer la multiplication des cyber-services mis à disposition des groupes criminels. Constitué d’enquêteurs et d’ingénieurs, ce pôle agrège des capacités opérationnelles, techniques et d’analyse permettant d’accroître la synergie des compétences.

#### Appuyer: le pôle de l’appui opérationnel cyber
Ce pôle assure l’appui les services judiciaires dans la mise en œuvre de cyber-investigations au niveau national et international. Il regroupe l’ensemble des moyens techniques répartis entre deux sections et un plateau.
Il chargé également de la formation des investigateurs en cybercriminalité (ICC).

#### Renseigner: le pôle du renseignement cyber
Ce pôle développe les échanges avec les différents partenaires étatiques et privés sur les informations relatives aux faits et infractions relevant de la cybercriminalité pour laquelle l’OFAC est compétent. L’OFAC constitue également le point de contact central opérationnel à l’international.

#### Détecter: le pôle de détection des menaces cyber
Dans le cadre de la modernisation des politiques publiques et de dématérialisation des démarches citoyennes, l’OFAC propose différents téléservices aux citoyens agissant pour une meilleure prise en compte des victimes. L’ensemble de ces téléservices est disponible sur un site Web ou l’application mobile Ma sécurité.

#### Un maillage territorial
Pour accroitre ses capacités de réponse aux attaques informatiques et aux besoins exprimés par les services d’enquête, l’OFAC dispose d’antennes et de détachements auprès des services territoriaux de la Police nationale en tout point du territoire (métropole et outre-mer).
Dotées d’équipements de pointe et disposant d’enquêteurs formés aux enquêtes numériques, leur mission est de faciliter la prise en compte systématique de la dimension cyber des enquêtes.

## Plates-formes de signalement et de dépôt de plainte
Dans le cadre de la modernisation des politiques publiques et de dématérialisation des démarches citoyennes, l'OFAC propose différents téléservices aux citoyens agissant pour une meilleure prise en compte des victimes.

### PHAROS
La plate-forme d'harmonisation, d'analyse, de recoupement et d'orientation des signalements (PHAROS), a été créée en 2009 par le Gouvernement pour signaler des contenus publics et comportements en ligne illicites. Disponible en ligne 24 h sur 24 et 7 jours sur 7.
Peuvent être signalés tous contenus illicites sur l'Internet dont :
- atteintes aux mineurs,
- contenus haineux (Loi n° 2020-766 du 24 juin 2020),
- escroqueries et arnaques financières utilisant l'Internet.

### Infos escroqueries
Lancé en 2009, Info-escroqueries est une plate-forme téléphonique d’information et de prévention sur les escroqueries sur l'Internet joignable au 0 805 805 817 du lundi au vendredi de 9 h à 18 h 30.

### THESEE
Lancé le 15 mars 2022, THESEE est le premier dispositif de dépôt de plainte en ligne pour les majeurs victimes d’arnaques en ligne. Disponible en ligne 24 h sur 24 et 7 jours sur 7. 
Une personne physique majeure peut déposer plainte pour les faits suivants :
- piratage de compte mail ou de réseau social avec demande d’argent,
- escroquerie à la petite annonce, faux acheteur ou faux vendeur,
- fausse location,
- rançongiciel,
- chantage en ligne,
- escroquerie aux sentiments,
- faux site de vente.

## Quelques dossiers traités
- Affaire Hive
- Affaire alerte à la bombe sur les ENT
- Affaire Locker Goga
- Affaire Egregor
- Affaire Gatehub
- Affaire Jackpotting
- Affaire Sky ECC
- Affaires Emotet
- Affaire Clearstream
- Affaire Guillermito
- Affaire du Temple solaire
- Affaire Humpich
- Affaire SOS-Racaille
- Affaire Mohammed Merah
- Démantèlement de la messagerie cryptée Matrix fin 2024[11]

## Polémique
Selon le Midi Libre qui reprend une information de Lumen du 14 janvier 2019, l'OCLCTIC a demandé dans le cadre de sa mission de traitement de contenus illicite qui lui sont signalés au réseau social Google+ de supprimer la publication d'un montage photo basé sur un cliché de Chas Gerretsen datée de 1973 qui présente le général Augusto Pinochet, la tête du dictateur chilien étant remplacée par celle d'Emmanuel Macron et les têtes d'Édouard Philippe et Christophe Castaner remplaçant celles d'autres officiers en arrière-plan sur le cliché original.